# Hwang Hye-young
 Der er for få eller ingen kildehenvisninger i denne artikel, hvilket er et problem. Du kan hjælpe ved at angive troværdige kilder til de påstande, som fremføres i artiklen.

Hwang Hye-young (født 16. juli 1966), er en sydkoreansk badmintonspiller som deltog i de olympiske lege 1992 i Barcelona.
Hye-young blev olympisk mester i badminton under Sommer-OL 1992 i Barcelona. Sammen med Chung So-young vandt hun doubleturneringen for damer. 